# Twiningia tricolor
Twiningia tricolor är en insektsart som beskrevs av Beamer 1939. Twiningia tricolor ingår i släktet Twiningia och familjen dvärgstritar. Inga underarter finns listade i Catalogue of Life.